# أندي إيستوود
أندي إيستوود (بالإنجليزية: Andy Eastwood)‏ هو عازف كمان بريطاني، ولد في 1980.